# Federazione calcistica di Guadalupa
La Federazione calcistica di Guadalupa, ufficialmente Ligue Guadeloupéenne de Football, fondata nel 1961, è il massimo organo amministrativo del calcio in Guadalupa. Essendo un distaccamento della federazione calcistica francese non è affiliata alla FIFA, ma solo alla CONCACAF dal 1964. Essa è responsabile della gestione del campionato di calcio e della nazionale di calcio dell'isola.